# Clibadium
Clibadium es un género de plantas con flores perteneciente a la familia Asteraceae. Comprende 96 especies descritas y de estas, solo 39 aceptadas. Se distribuye desde México a Bolivia.

## Descripción
Son arbustos a árboles pequeños; con tallos glabros a variadamente pubescentes. Hojas opuestas, lanceoladas a ampliamente ovadas, estrigosas a tomentosas o hispídulas, ápice agudo a atenuado, base truncada, cordada, u obtusa a atenuada, márgenes serrados. Capitulescencias de panículas racemosas, corimbosas o capitadas; capítulos disciformes; involucros cupuliformes; filarias en ca 2 series, las exteriores herbáceas a cartáceas, libres, imbricadas, angostamente ovadas a obovadas, superficie abaxial estrigosa, márgenes herbáceos y enteros, las internas membranáceas a cartáceas; receptáculos ligeramente convexos, epaleáceos o raramente paleáceos; flósculos del radio 3–28, fértiles; corolas del radio pistiladas, inconspicuas, sin lígula, tubulares, blancas, con 2–4 lobos; flósculos del disco 5–22, perfectos pero los ovarios estériles, estos vellosos, ca 1.7 mm de largo, persistiendo en los capítulos en fruto, vilano ausente; corolas del disco con garganta cilíndrica, blancas; anteras negras; estilo no ramificado. Aquenios obovoides, ligeramente comprimidos radialmente; vilano ausente.

## Taxonomía
El género fue descrito por F.Allam. ex Carlos Linneo y publicado en Mantissa Plantarum 2: 161, 294. 1771. La especie tipo es Clibadium surinamense L.		

## Especies aceptadas
A continuación se brinda un listado de las especies del género Clibadium aceptadas hasta julio de 2012, ordenadas alfabéticamente. Para cada una se indica el nombre binomial seguido del autor, abreviado según las convenciones y usos.
- Clibadium acuminatum Benth.
- Clibadium anceps Greenm.
- Clibadium arboreum Donn.Sm.
- Clibadium armanii (Balb.) Sch.Bip. ex O.E.Schulz
- Clibadium arriagadae Pruski
- Clibadium cordatum Cuatrec.
- Clibadium divaricatum S.F.Blake
- Clibadium eggersii Hieron.
- Clibadium erosum (Sw.) DC.
- Clibadium fragiferum Griseb.
- Clibadium frontinoense S.Díaz & Arriagada
- Clibadium funkiae H.Rob.
- Clibadium glabrescens S.F.Blake
- Clibadium glomeratum Greenm.
- Clibadium grandifolium S.F.Blake
- Clibadium laxum S.F.Blake
- Clibadium lehmannianum O.E.Schulz
- Clibadium leiocarpum Steetz
- Clibadium leptophyllum Cuatrec.
- Clibadium lineare
- Clibadium manabiense H.Rob.
- Clibadium micranthum O.E.Schulz
- Clibadium microcephalum S.F.Blake
- Clibadium neriifolium (Bonpl. ex Kunth) DC.
- Clibadium pastazense Domke
- Clibadium pentaneuron S.F.Blake
- Clibadium peruvianum Poepp. ex DC.
- Clibadium pileorubrum Cuatrec.
- Clibadium rhytidophyllum Diels
- Clibadium scandens Cuatrec.
- Clibadium sessile S.F.Blake
- Clibadium sodiroi Hieron. ex Sodiro
- Clibadium sprucei S.F.Blake
- Clibadium surinamense L.
- Clibadium sylvestre (Aubl.) Baill. - barbasco del Orinoco[4]
- Clibadium terebinthinaceum (Sw.) DC.
- Clibadium trianae (Hieron.) S.F.Blake
- Clibadium websteri H.Rob.
- Clibadium zarucchii H.Rob.